# Extraintestinale Verdauung

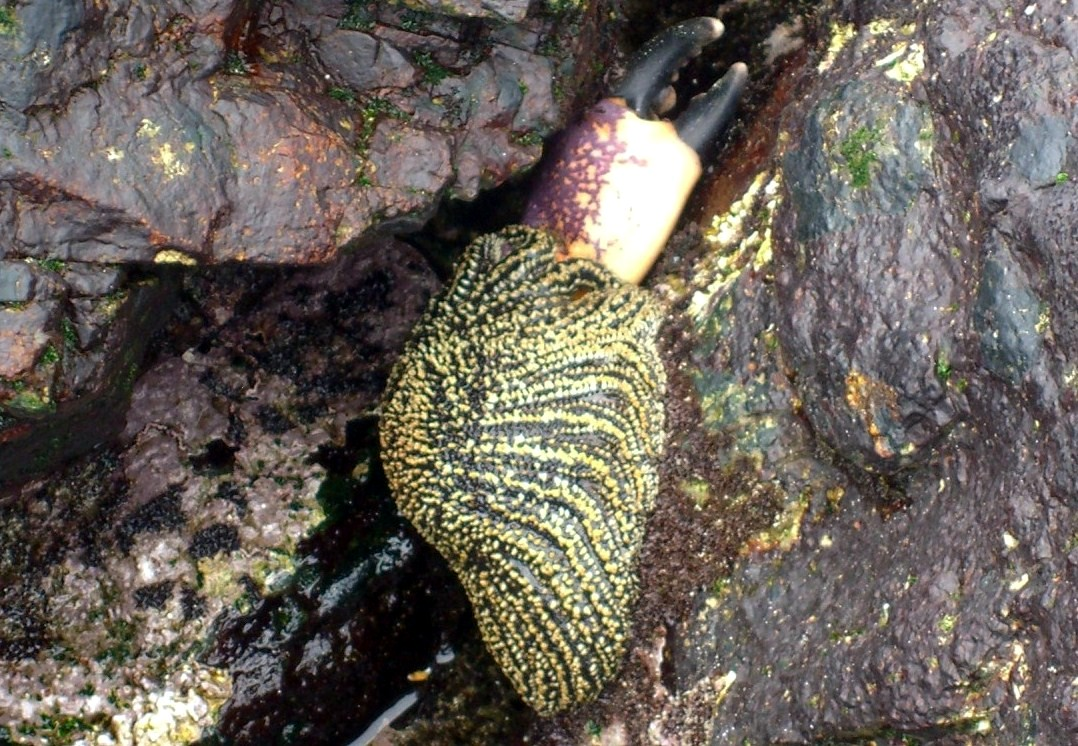
Seestern (Heliaster helianthus) bei der extraintestinalen Verdauung der Schere eines Taschenkrebses

Bei der Extraintestinalen Verdauung (von lat. extra außerhalb, intestinum Darm), auch als Außenverdauung bezeichnet, handelt es sich um eine Verdauung bei meist räuberisch lebenden Organismen, die als Vorverdauung außerhalb des Verdauungstraktes stattfindet, wobei die Verdauungsenzyme entweder in das Beutetier injiziert werden, so dass dieses quasi von innen verflüssigt wird, oder aber die Verdauungssäfte werden über die Beute erbrochen. Die auf diese Weise außerhalb des Körpers vorverdaute Nahrung wird danach vom Tier aufgeschlürft oder aufgesaugt und in seinem Darmtrakt weiterverdaut.
Die beschriebene Form der Verdauung kommt z. B. bei einigen Insekten, den Webspinnen und den Seesternen vor.